# James McBride (Fußballspieler)
James „Jim“ McBride (* 30. Dezember 1873 in Renton; † 25. Mai 1899 in Manchester) war ein schottischer Fußballspieler. Der klein gewachsene linke Außenläufer war in den 1890er-Jahren beim FC Liverpool und Manchester City aktiv.

## Sportlicher Werdegang
McBride erlernte das Fußballspielen in dem schottischen Ort Renton, der in den 1880er-Jahren Furore als zweifacher schottischer Pokalsieger gemacht hatte. Nachdem der FC Renton in der ersten schottischen Ligasaison 1890/91 nach vier Spielen von der Meisterschaftsrunde vorerst ausgeschlossen war, trat er in der anschließenden Spielzeit 1891/92 erstmals „regulär“ in der Liga an. Dabei war McBride Teil der Mannschaft, die jedoch nur den (geteilt) sechsten Rang von zwölf teilnehmenden Teams erreichte. Im Juli 1892 wurde er – dem Beispiel seines renommierten Mannschaftskameraden und Kapitän Andrew Hannah folgend – vom neu gegründeten FC Liverpool verpflichtet.
In Liverpool wurde McBride auf der defensiven Halbposition zum Stammspieler und absolvierte in der Meistersaison 1892/93 der regionalen Lancashire League 20 Einsätze. Als der FC Liverpool zur Saison 1893/94 erstmals in der zweiten Liga der nationalen Football League antrat, war er mit 25 von 28 möglichen Einsätzen nicht minder daran beteiligt, dass dem Klub auf Anhieb als Meister der Aufstieg in die höchste englische Spielklasse gelang. Da der Fußballsport in seiner frühen Geschichte noch sehr ruppig war, fiel der kleine und leichtgewichtige McBride auf. In einem Pressebericht wurde er als „Bürschchen“ beschrieben, der fehlende Größe durch „Wissenschaft“ ausgleiche, dazu furchtlos und kühn agiere. Seine Achtungserfolge waren jedoch nicht von Dauer und er absolvierte in der anschließenden Erstligasaison 1894/95 zwischen September und Oktober 1894 gerade einmal fünf Partien, bevor seine Mannschaft als Tabellenletzter wieder in die Zweitklassigkeit abstieg. McBride hatte es bereits im Dezember 1894 zum Zweitligisten Manchester City gezogen, belegte dort in der folgenden Saison 1895/96 den zweiten Platz hinter seinem Ex-Klub aus Liverpool und verpasste letztlich einen erneuten Aufstieg ins Oberhaus. Im Jahr 1897 endete sein Engagement für Manchester City und McBrides letzte Station war im Großraum Manchester in der Saison 1897/98 der in der Lancashire League spielende Klub Ashton North End. Im Alter von nur 25 Jahren verstarb er am 25. Mai 1899 plötzlich daheim in Manchester.

## Titel/Auszeichnungen
- Lancashire League (1): 1893